# آبگار موسیسیان
آبگار خاچاطوری موسیسیان (ارمنی: Աբգար Խաչատուրի Մովսիսյան؛  زادهٔ ۱ آوریل ۱۹۰۵ - درگذشته ۲۱ سپتامبر ۱۹۶۷) دانشمند و کارشناس آموزشی اهل ارمنستان بود.

## زندگی‌نامه
وی در ۱ آوریل ۱۹۰۵ در خاچالویس به دنیا آمد و از دانشگاه دولتی علوم پرورشی خاچاطور آبوویان ارمنستان فارغ‌التحصیل گشت. همچنین برندهٔ جوایزی همچون نشان جنگ میهنی (درجه یک)،  نشان پرچم سرخ کار و دانشمند شایسته ارمنستان شوروی () شده است. وی در ۲۱ سپتامبر ۱۹۶۷ در سن ۶۲ سالگی در ایروان درگذشت.

## یادداشت
1. ↑  մանկավարժական գիտությունների դոկտոր
2. ↑  Խալիլչաուշ